# Pizzo Tambò
Pizzo Tambò – szczyt w Alpach Lepontyńskich, części Alp Zachodnich. Leży na granicy między Szwajcarią (kanton Gryzonia) a Włochami (region Piemont). Należy do podgrupy Adula. Można go zdobyć ze schroniska Rifugio Stuetta (1900 m) po stronie włoskiej.
Pierwszego odnotowanego wejścia dokonał Johann Jacob Weilenmann w lipcu 1859 r.